# Hibiscus heterophyllus
Hibiscus heterophyllus là một loài thực vật có hoa trong họ Cẩm quỳ. Loài này được Vent. mô tả khoa học đầu tiên năm 1805.